# Institut supérieur des systèmes industriels de Gabès
L'Institut supérieur des systèmes industriels de Gabès (المعهد العالي للمنظومات الصناعية بقابس) ou ISSIG, fondé le 14 juillet 2005, est un établissement tunisien d'enseignement supérieur rattaché à l'Université de Gabès.
L'institut repose sur des enseignements répartis dans les filières suivantes :
- licence appliquée en maintenance industrielle
- licence appliquée en électronique industrielle
- licence appliquée en commande des procédés industriels